# کیفیتس‌وارد
کیفیتس‌وارد (به هلندی: Kievitswaard) یک منطقهٔ مسکونی در هلند است که در ورکن‌دام واقع شده‌است.